# Tachina tahoensis
Tachina tahoensis är en tvåvingeart som först beskrevs av Henry J. Reinhard 1938.  Tachina tahoensis ingår i släktet Tachina och familjen parasitflugor. Inga underarter finns listade i Catalogue of Life.